# Eudarcia sardoa
Eudarcia sardoa es una especie de insecto del género Eudarcia de la familia Tineidae, orden Lepidoptera.

## Historia
Fue descrita científicamente por primera vez por Passerin en 1978.